# Loi Carcano
La loi Carcano,  du nom de son auteur Paolo Carcano, ministre des Finances du gouvernement Zanardelli (ou officiellement : loi n° 242 du 19 juillet 1902) est une loi du royaume d'Italie concernant le travail des femmes et des enfants. La loi, à l'exception de changements mineurs, a été appliquée jusqu'en 1936, date à laquelle le décret royal n° 1720 du 7 août 1936 a été introduit.

## Histoire
La loi qui traitait auparavant du travail des enfants était la loi Berti de 1886. Elle a fixé à 9 ans l'âge limite d'admission au travail et interdit le travail de nuit pour les enfants de moins de 12 ans. Elle réglementait également le travail des femmes dans les usines. Cette loi n'a jamais été pleinement appliquée et aucun inspecteur d'État n'a jamais été nommé pour en vérifier l'application.
Au cours des 16 années suivantes, les impulsions des mouvements de travailleurs et de femmes ont conduit le Parti socialiste italien à lutter pour une loi plus protectrice, ce qui a conduit à la loi de 1902.

## Analyse
La loi unifie la protection des femmes et des enfants dans une discipline hygiénique et très incomplète. Elle fixe à 12 ans l'âge limite pour l'admission des enfants au travail. L'État, doté d'une commission, déciderait des emplois particulièrement dangereux et insalubres qui seraient interdits aux enfants de moins de 15 ans.
En ce qui concerne les femmes, la loi fixe un maximum de 12 heures de travail par jour, avec une pause de deux heures, et interdit le travail de nuit pour les femmes mineures. Le congé de maternité est introduit pour la première fois. Il consiste en une période de repos obligatoire de quatre semaines pour les femmes après l'accouchement, mais ne prévoit aucun congé avant l'accouchement. Les femmes qui accouchent sont également autorisées à allaiter, soit dans une "salle d'allaitement" de l'usine (obligatoire pour les usines comptant au moins 50 travailleuses), soit en quittant le lieu de travail de la manière et aux heures définies par le règlement interne.

## Note
1. 1 2 3 4   P. Cendon, Il diritto privato nella Giurisprudenza - Lavoro II Il lavoratore, UTET Giuridica, 2009.  (ISBN 9788859804437).
2. 1 2 3  Anna Colella, Figura di Vespa e leggerezza di farfalla. Le donne e il cibo nell'Italia borghese di fine Ottocento, Giunti Editore, 2003.  (ISBN 8809032950)
3. ↑   V. Longo, I confini della cittadinanza. Genere partecipazione politica e vita quotidiana, GRUPPO DI RICERCA SULLA FAMIGLIA, 2010.  (ISBN 9788856833140).
4. ↑   Luciano Malfer, Family Audit: la nuova frontiera del noi. Linee guida per la certificazione aziendale, Franco Angeli Edizioni, 2010.   (ISBN 9788820414573)